# 長谷川幾与
長谷川 幾与（はせがわ きよ、1984年 - ）は、日本の画家。

## 来歴

### 生い立ち
東京都生まれ。幼少期をオーストラリアで過ごす。埼玉県立大宮高等学校を経て、多摩美術大学絵画学科日本画専攻入学。2009年同大学卒業後、翌年ヘルシンキ芸術デザイン大学（現アアルト大学）短期交換留学。2011年、多摩美術大学大学院修士課程修了。2021年より多摩美術大学非常勤講師。

### 画家として
和紙や墨、岩絵具などの伝統的な日本の素材と技法を用いながら主に抽象絵画を描く。

## 賞歴・助成
- 2007年

「REICOF ART AWARD 2007」奨励賞受賞
- 2008年

「第7回 雪舟の里 総社 墨彩画公募展2008」入選
- 2013年

「グレートブリテン・ササカワ財団助成金」授与
- 2017年

「第9回 絹谷幸二賞」推薦
- 2023年

「Harper's BAZAAR Women on the Frontier」受賞

## 主な展覧会
2013年
- 「私はあなたであった。あなたは私になるだろう。」アキバタマビ21、東京[8]
- 「On Paper 2013 -紙と自然-」多摩美術大学美術館、東京
- “Imago Mundi” ベネトンコレクション、ヴェネツィア、イタリア[9]

2015年　
- 日本画制作実演、鎌倉市鏑木清方記念美術館、神奈川 （2019年まで） [10]

2016年
- “META -real-” 神奈川県民ホールギャラリー、神奈川[11]
- 「アートフェア東京」東京国際フォーラム、東京（2021年、2022年も出品）[12]

2018年　
- 「La Primavera」日本橋高島屋、東京
- “InspringTunisia” 在日チュニジア共和国大使館、千代田区役所共催、東京[13]
- 日本画制作実演、鶴岡八幡宮、神奈川[14]

2019年　
- “Nihonga Now” Masterpiece London 2019,  ロンドン、イギリス
- “Art Miami” The Art Miami Pavilion, マイアミ、アメリカ合衆国（2022年も出品）[15]

2020年　
- “TEFAF Maastricht” MECC Maastricht Forum, マーストリヒト、オランダ（2022年、2023年も出品）[16]
- “West Bund Art & Design” West Bund Art Center,  上海、中国（2021年、2022年、2023年も出品） [17]

2021年　
- “NIHONGA RENAISSANCE” ア・ライトハウス・カナタ、東京[18]

2022年
- “Masterpiece London” ロンドン、イギリス
- “The Future Eternal” ア・ライトハウス・カナタ、東京[19]

2023年
- 「抽象の彼方へ」 ア・ライトハウス・カナタ、東京[20]
- “THE TREASURE HOUSE FAIR” ロンドン、イギリス[21]
- 「シン・ジャパニーズ・ペインティング 革新の日本画」 ポーラ美術館、神奈川[22]

## パブリックコレクション
- ルチアーノ・ベネトン（英語版）コレクション[9]
- パレスホテル東京

## メディア出演
- ラジオ番組　
  - 文化放送「編集長 稲垣吾郎」出演　2023年10月8日放送回[23]
- 雑誌
  - HARPER'S BAZAAR  2024年 1・2月合併号  2023年11月20日[24]